# Alex de Wolf
Alex de Wolf (Nieuwer-Amstel, 8 september 1958) is een Nederlands illustrator en schilder.

## Biografie
Alex de Wolf groeide op in Amstelveen. Zijn vader was architect en nam zijn zoon regelmatig mee naar musea. De Wolf tekende als kind graag en veel, en hij was een verwoed verzamelaar van strips. Voor een werkstuk op de middelbare school ging De Wolf, samen met klasgenoten Erik Mooijman en Sylvia Laddrak, Hergé, de tekenaar van Kuifje, interviewen. Een bezoek dat heel veel indruk maakte.
Zijn opleiding kreeg De Wolf aan de Vrije Academie in Den Haag en de Gerrit Rietveld Academie in Amsterdam. Op de Rietveld academie kreeg hij les van inspirerende illustratoren als Carl Hollander, Thé Tjong-Khing en Waldemar Post.

## Werk
Sinds 1982 illustreert De Wolf kinder- en jeugdboeken. Hij illustreerde werk van onder meer Astrid Lindgren, Jaap ter Haar, Carry Slee, Jacques Vriens, Marianne Busser en Ron Schröder en Ditte Merle. Samen met schrijver Arend van Dam maakte hij boeken als Lang geleden en In een land hier ver vandaan....
Hij maakte tien jaar lang een strip, Mop and family, voor het Amerikaanse tijdschrift Ladybug. Ook illustreert De Wolf voor buitenlandse uitgeverijen als Nord Sud Verlag, Loewes Verlag en Editions Pastel.
In Nederland en Vlaanderen werkt De Wolf samen met uitgeverijen Altiora, Christofoor, Van Holkema & Warendorf, Ploegsma en Zwijsen. De Wolf maakt ook vrij werk, dat buiten, direct naar de natuur, ontstaat. Werk met de veranderingen in het Amsterdamse havengebied als onderwerp werd aangekocht door het Stadsarchief Amsterdam.
In 2019 werd het boek De reis van Syntax Bosselman met verhalen over de slavernij, dat De Wolf samen Arend van Dam maakte, onderscheiden met een White Raven. Dit is een jaarlijkse selectie van bijzondere kinder- en jeugdboeken van over de hele wereld, gemaakt door de Internationale Jugendbibliothek.

## Tentoonstellingen
- Openbare Bibliotheek Amsterdam, 1995, 2006, 2007
- Dutch Picture Books Exhibition, Japan, 2007/2008
- Bratislava International Biennale of Illustration, 1995, 1997, 2001, 2007
- Bologna, International Children’s Book Fair Exhibition, 1992, 1997, 2002
- Dutch Oranges, Stedelijk Museum (Amsterdam), 2001
- De Kunstsalon, Utrecht (schilderijen), 2004
- Hirado, Japan (schilderijen), 2006